# Кампанела-Ђанформа (Рагуза)
Кампанела-Ђанформа је насеље у Италији у округу Рагуза, региону Сицилија.
Према процени из 2011. у насељу је живело 1750 становника. Насеље се налази на надморској висини од 476 м.